# 若東龍秀史
若東龍 秀史 （わかとうりゅう ひでふみ、1978年7月27日 - ）は,、茨城県筑西市（旧真壁郡関城町）出身で松ヶ根部屋に所属した元大相撲力士。本名は野寺 秀史（のでら ひでふみ）。身長177cm、体重156kg。趣味は読書。最高位は西十両3枚目（2001年5月場所）。得意技は突き、押し。

## 来歴
野寺農機商会・新日本交通の二男で、幼い頃から相撲を始めて小学校4年生から3年連続で全国大会に出場しており、中学校3年生の頃には相撲界への入門を決意していた。相撲の他には柔道を習っており、筑西市立関城西小学校3～4年生まで「ムテキンズ」で野球を経験した後に柔道を習い始め、筑西市立関城中学校に入学してからは2年生まで柔道部に所属した。茨城県大会で優勝を果たす活躍を見せたが、既に力士を志望するのに変わりはなかったので、全国大会出場や段位には興味が無かった。中学校卒業前に結城市で相撲料理店を経営していた元二子山部屋の序二段・若錦に松ヶ根部屋を紹介され、入門前から部屋で稽古を付けてもらった。
中学卒業と同時に松ヶ根部屋に入門。1994年3月場所に本名の野寺で初土俵。同期生には潮丸がいる。順調に番付を上げていき、1996年1月場所に幕下に昇進するが、その場所で膝を故障し序二段まで番付を落とした。復帰してからは番付を戻していき、1998年3月場所に幕下に復帰した。しかし、その場所から4場所連続で休場し、同年11月場所には再び序二段に陥落した。復帰して2場所目の1999年1月場所に7戦全勝で序二段優勝を果たすと、一気に幕下まで番付を戻し、幕下でも勝ち越しを続けて番付を上げていった。2000年1月場所は7戦全勝で幕下優勝。西幕下2枚目で迎えた翌3月場所も4勝3敗と勝ち越し、5月場所に十両に昇進した。徹底した押し相撲で期待されたが、7勝8敗と負け越し、1場所で幕下に落した。
2001年1月場所に十両に復帰すると2場所連続で勝ち越し、5月場所は入幕を狙える西十両3枚目まで番付を上げた。その5月場所は初日から5連勝スタートするなど好調だったものの11日目から4連敗、さらに右膝の故障で千秋楽を休場し、7勝8敗と負け越す憂き目にあう。復調しかけてきた11月場所には左膝も故障し6日目から休場を余儀なくされ幕下に陥落した。
2003年9月場所には三段目に陥落したが7戦全勝で三段目優勝を果たし、幕下上位まで盛り返した。その後も十両復帰を目指して相撲を取り続けていたが、遂に2006年1月場所限りで現役を引退した。同年10月から故郷の筑西市玉戸で「ちゃんこ居酒屋 若東龍Kitchen」を経営している。

## 主な成績
- 通算成績：260勝186敗107休  勝率.583
- 十両成績：40勝41敗24休  勝率.494
- 現役在位：72場所
- 十両在位：7場所
- 各段優勝
  - 幕下優勝：1回（2000年1月場所）
  - 三段目優勝：1回（2003年9月場所）
  - 序二段優勝：1回（1999年1月場所）

### 場所別成績
| | 一月場所 初場所（東京） | 三月場所 春場所（大阪）   | 五月場所 夏場所（東京）   | 七月場所 名古屋場所（愛知） | 九月場所 秋場所（東京）   | 十一月場所 九州場所（福岡） |
| --- | ----------------------- | ------------------------- | ------------------------- | --------------------------- | ------------------------- | --------------------------- |
| 1994年 （平成6年） | x                       | （前相撲）                | 東序ノ口23枚目 5–2        | 東序二段167枚目 6–1         | 東序二段77枚目 4–3        | 西序二段52枚目 5–2          |
| 1995年 （平成7年） | 東序二段16枚目 6–1      | 東三段目58枚目 3–4        | 東三段目71枚目 1–6        | 東序二段9枚目 4–3           | 東三段目93枚目 4–3        | 東三段目71枚目 5–2          |
| 1996年 （平成8年） | 東三段目34枚目 3–4      | 西三段目51枚目 3–4        | 東三段目71枚目 5–2        | 東三段目36枚目 4–3          | 西三段目19枚目 4–3        | 西三段目6枚目 5–2           |
| 1997年 （平成9年） | 東幕下46枚目 2–1–4      | 西三段目10枚目 休場 0–0–7 | 西三段目10枚目 休場 0–0–7 | 東三段目70枚目 休場 0–0–7   | 西序二段30枚目 6–1        | 西三段目70枚目 6–1          |
| 1998年 （平成10年） | 西三段目19枚目 5–2      | 東幕下53枚目 休場 0–0–7   | 東三段目33枚目 休場 0–0–7 | 東三段目93枚目 休場 0–0–7   | 西序二段53枚目 休場 0–0–7 | 東序二段123枚目 6–1         |
| 1999年 （平成11年） | 西序二段45枚目 優勝 7–0 | 西三段目48枚目 5–2        | 東三段目20枚目 5–2        | 東幕下60枚目 4–3            | 東幕下50枚目 5–2          | 西幕下30枚目 3–4            |
| 2000年 （平成12年） | 西幕下36枚目 優勝 7–0   | 西幕下2枚目 4–3           | 東十両13枚目 7–8          | 東幕下筆頭 3–4              | 西幕下5枚目 4–3           | 東幕下筆頭 4–3              |
| 2001年 （平成13年） | 東十両12枚目 8–7        | 東十両6枚目 9–6           | 西十両3枚目 7–8           | 東十両5枚目 休場 0–0–15     | 東十両5枚目 6–9           | 東十両9枚目 3–3–9           |
| 2002年 （平成14年） | 東幕下4枚目 休場 0–0–7  | 東幕下4枚目 1–6           | 東幕下26枚目 休場 0–0–7   | 東三段目6枚目 4–3           | 東幕下57枚目 5–2          | 東幕下34枚目 6–1            |
| 2003年 （平成15年） | 東幕下13枚目 3–4        | 西幕下22枚目 3–4          | 西幕下29枚目 3–4          | 東幕下36枚目 1–4–2          | 西三段目4枚目 優勝 7–0    | 西幕下12枚目 3–4            |
| 2004年 （平成16年） | 西幕下16枚目 2–5        | 東幕下32枚目 3–4          | 西幕下41枚目 3–4          | 西幕下51枚目 5–2            | 西幕下36枚目 4–3          | 西幕下30枚目 6–1            |
| 2005年 （平成17年） | 東幕下11枚目 2–5        | 西幕下26枚目 3–4          | 西幕下34枚目 4–3          | 東幕下24枚目 5–2            | 東幕下14枚目 4–3          | 西幕下10枚目 休場 0–0–7     |
| 2006年 （平成18年） | 西幕下50枚目 引退 0–0–7 | x                         | x                         | x                           | x                         | x                           |
| 各欄の数字は、「勝ち-負け-休場」を示す。 優勝 引退 休場 十両 幕下 三賞：敢=敢闘賞、殊=殊勲賞、技=技能賞 その他：★=金星 番付階級：幕内 - 十両 - 幕下 - 三段目 - 序二段 - 序ノ口 幕内序列：横綱 - 大関 - 関脇 - 小結 - 前頭（「#数字」は各位内の序列） |                         |                           |                           |                             |                           |                             |

## 改名歴
- 野寺 秀史（のでら ひでふみ）1994年3月場所 - 1995年3月場所
- 若豊龍 秀史（わかほうりゅう ひでふみ）1995年5月場所 - 1997年9月場所
- 野寺 秀史（のでら ひでふみ）1997年11月場所 - 2000年3月場所
- 若東龍 秀史（わかとうりゅう ひでふみ）2000年5月場所 - 2004年3月場所
- 野寺 秀史（のでら ひでふみ）2004年5月場所 - 2006年1月場所

## エピソード
- 2001年夏場所5日目栃乃花戦、7日目大善戦、2001年秋場所13日目大至戦と計3度幕内の土俵に上がった。（いずれも若東龍が勝利した）